# Корсая, Светлана Вианоровна
Корсая Светлана Вианоровна (25 февраля 1954, г. Ткуарчал, Грузинская ССР, СССР) — общественный деятель, театровед, журналист, кандидат искусствоведения (1985). Член Союза журналистов республики Абхазии.
Заслуженный работник культуры Республики Абхазия (2013), награждена орденом «Ахьдз-Апша» III степени (2015).

## Биография
В 1970 окончила Кутолскую среднюю школу.
В 1970—1972 училась на филологическом факультете (абхазско-русский сектор) СГПИ им. А. М. Горького.
В 1972 поступила на театроведческий факультет ГИТИСа им. А. В. Луначарского (ныне — РАТИ), который закончила в 1977.
В 1979—1982 училась в аспирантуре ГИТИСа, в 1985 защитила кандидатскую диссертацию на тему «Сценическое воплощение абхазской героико-романтической драмы».
Со дня основания журнала «Аԥсны айазара» (1979) работает редактором отдела.
Во время грузино-абхазского конфликта 1992—1993 трудилась военным корреспондентом радио «Голос Абхазии».
Участвовала в создании корреспондентского пункта газеты «Нарт», издававшийся в Нальчике и рассылавшийся в 40 стран мира, где проживала кавказская диаспора.
В 1993—1994 — заведующая отделом литературно- художественных программ Абхазского радио.
С 1994 — автор и ведущая циклов телепередач на АГТРК.
С 2007 — редактор абхазский редакции телеканала «Абаза-ТВ». Авторские телепрограммы: «Война 425 без правил» (1994—1995); «Время и образ» (1995—2001); «Как это было» (2002); «След» (2003) — АГТРК; «Ритм недели» (2007) — на телеканале «Абаза-ТВ».
В июле 2015 назначена директором Литературно-мемориального музея им. Д. Гулиа.

## Государственные награды
Заслуженный работник культуры Республики Абхазия (2013)

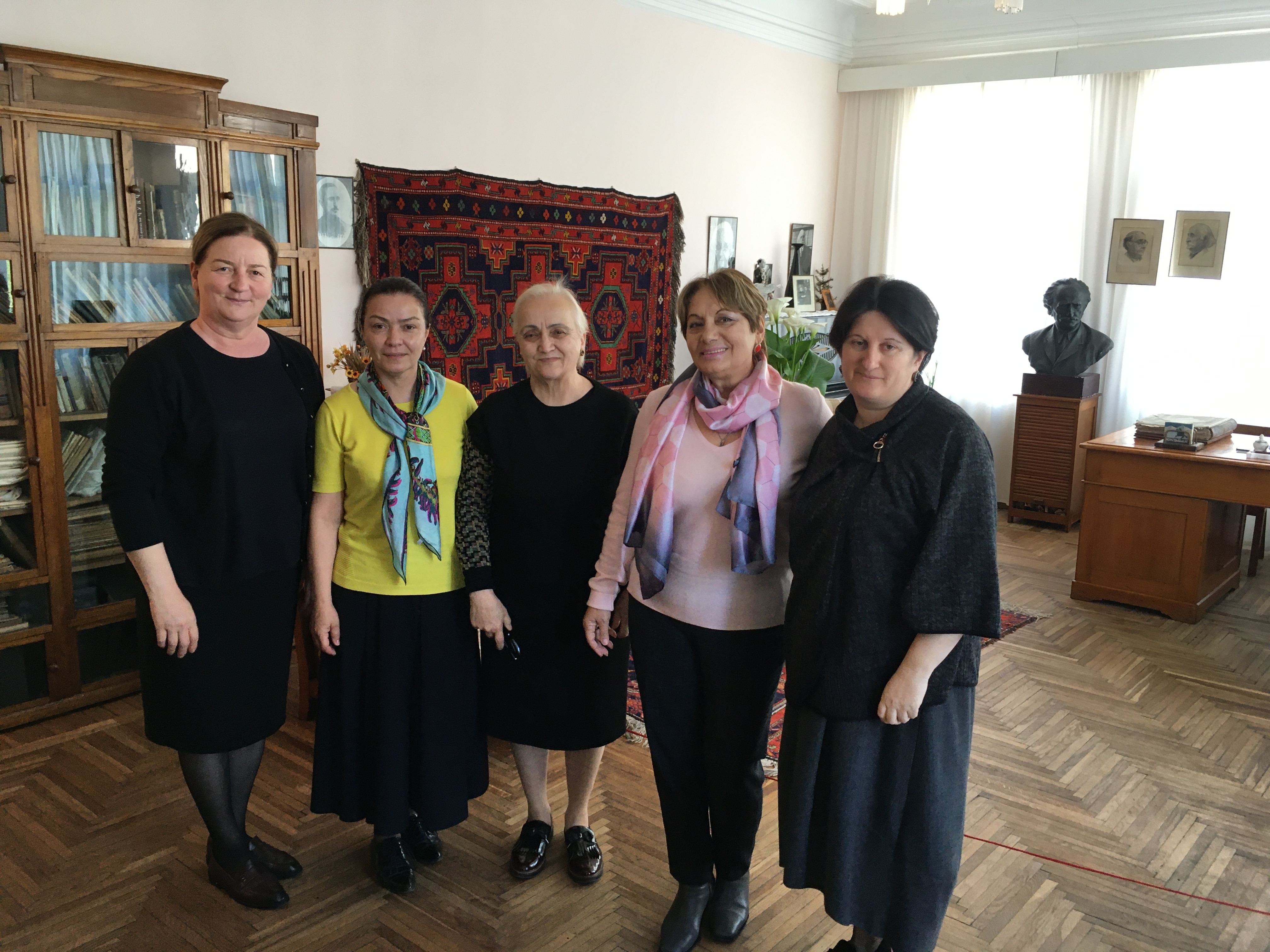
Светлана Вианоровна с сотрудниками музея

Орден «Ахьдз-Апша» III степени (2015)

## Избранная библиография
Некоторые страницы из истории Абхазского театра // Аԥсны айазара. 1979, № 5 (абх. яз.);
На дне // Аԥсны айазара. 1987, № 1 (абх. яз.);
Учитель в воспоминаниях ученика // Аԥсны айазара. 1989, № 6 (абх. яз.);
Театр во время войны // Айазара. 1995, № 1 (абх. яз.);
Мзия Бейя Герои Абхазии. Сборник очерков. Выпуск I. Составитель и редактор — Виталий ШАРИЯ. Министерство обороны Республики Абхазия. Cухум — 1995. 68 с. Тираж 3000.
На сцене — «Песнь о скале» // Айазара. 1997, № 2 (абх. яз.);
Фестиваль искусств // Айазара. 2001, № 1 (абх. яз.);
Абхазский мультфильм — жив // Айазара. 2006, № 1 (абх. яз.);
Борьба белого и чёрного. (О графике худ. Батала Джапуа) // Айазара. 2009, № 4 (абх. яз.). М. Д. Кокоскир
«Виолетта Маан: монолог актрисы», 2015.